# Ламинарно-турбулентный переход

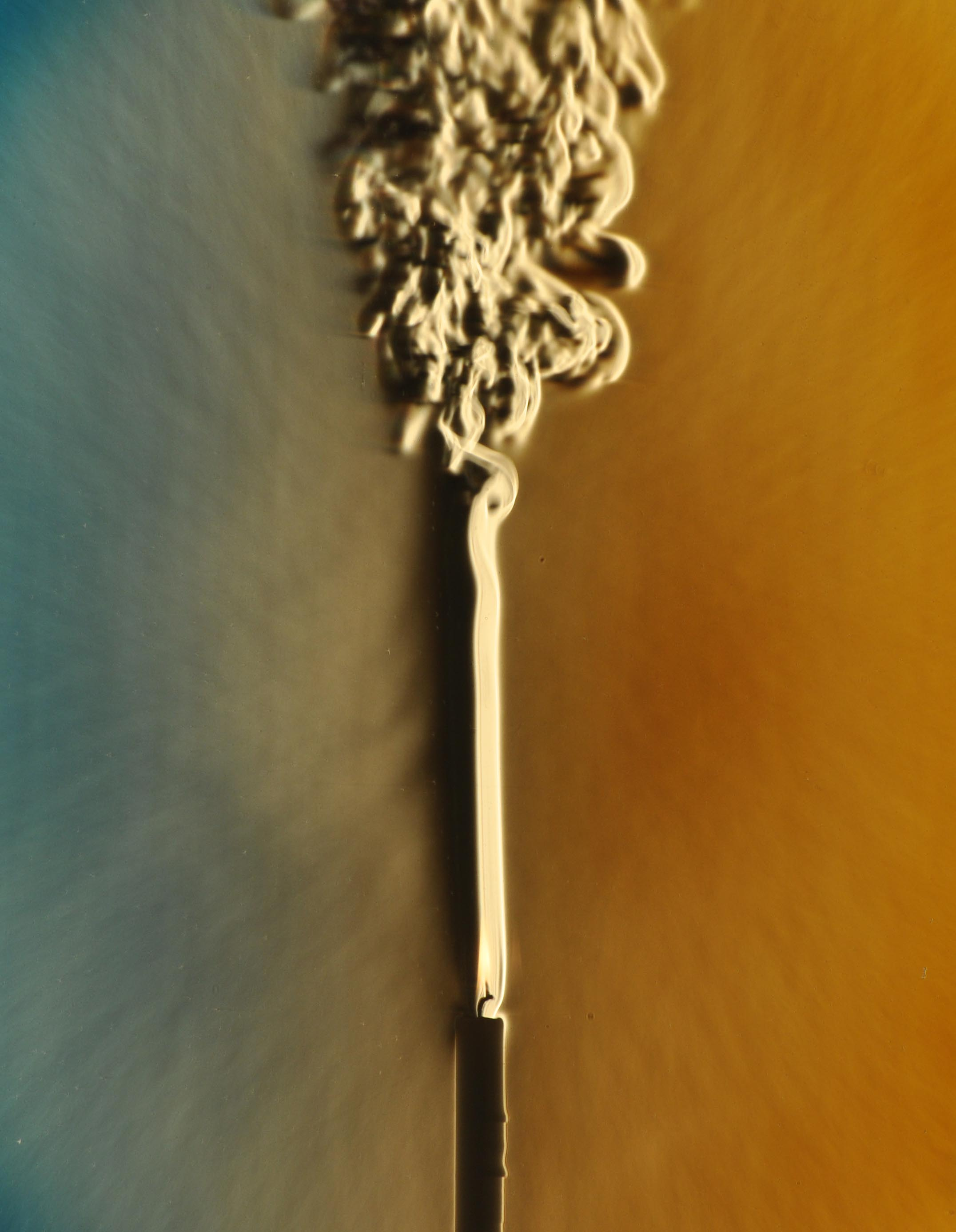
Шлейф от обычной свечи переходит от ламинарного к турбулентному потоку на этой шлирен-фотографии

Ламина́рно-турбуле́нтный переход — в гидродинамике изменение характера течения потока жидкости или газа от ламинарного к турбулентному (и наоборот). Основным критерием данного перехода является число Рейнольдса, которое характеризует отношение сил инерции (конвекции) и вязкости в данном течении. Конвекция делает поток неустойчивым, в то время как вязкие силы стабилизируют его. Часто описывается с использованием теории пограничных слоёв как процесс, проходящий через ряд последовательных стадий.
Впервые был подробно исследован Осборном Рейнольдсом во второй половине 19 века.

## История
В 1883 году Осборн Рейнольдс продемонстрировал турбулентный переход в своём классическом эксперименте, в котором он исследовал поведение потока воды при различных скоростях с помощью небольшой струи окрашенной воды, введенной в центр потока в большой трубе.
Большая труба была стеклянной, чтобы можно было наблюдать за поведением слоя окрашенного потока, а на конце этой трубы находился клапан управления потоком, который использовался для изменения скорости воды внутри трубы. Когда скорость была низкой, окрашенный слой оставался отчётливым по всей длине большой трубки. Когда скорость увеличивалась, слой разрушался в определённой точке и рассеивался по всему сечению жидкости. Точка, в которой это происходило, была точкой перехода от ламинарного к турбулентному потоку. Рейнольдс определил управляющий параметр для начала этого эффекта, которым оказалась безразмерная константа, позже названная числом Рейнольдса.
Рейнольдс обнаружил, что переход происходит между {\displaystyle \mathrm {Re} } = 2000 и 13000, в зависимости от плавности условий входа. При соблюдении особой осторожности переход может произойти даже при {\displaystyle \mathrm {Re} } = 40000. С другой стороны, {\displaystyle \mathrm {Re} } = 2000, по-видимому, является самым низким значением, полученным при неровном входе.
Публикации Рейнольдса по гидродинамике начались в начале 1870-х годов. Его окончательная теоретическая модель, опубликованная в середине 1890-х годов, до сих пор является стандартной математической основой, используемой сегодня. Примерами названий его новаторских докладов являются:
Усовершенствования в аппаратах для получения движущей силы из жидкостей, а также для подъёма или форсирования жидкостей (1875)
Экспериментальное исследование обстоятельств, определяющих, будет ли движение воды в параллельных каналах прямым или извилистым, и закона сопротивления в параллельных каналах (1883)
О динамической теории несжимаемых вязких жидкостей и определении критерия (1895) - Эксперимент Рейнольдса 1883 года по динамике жидкости в трубах

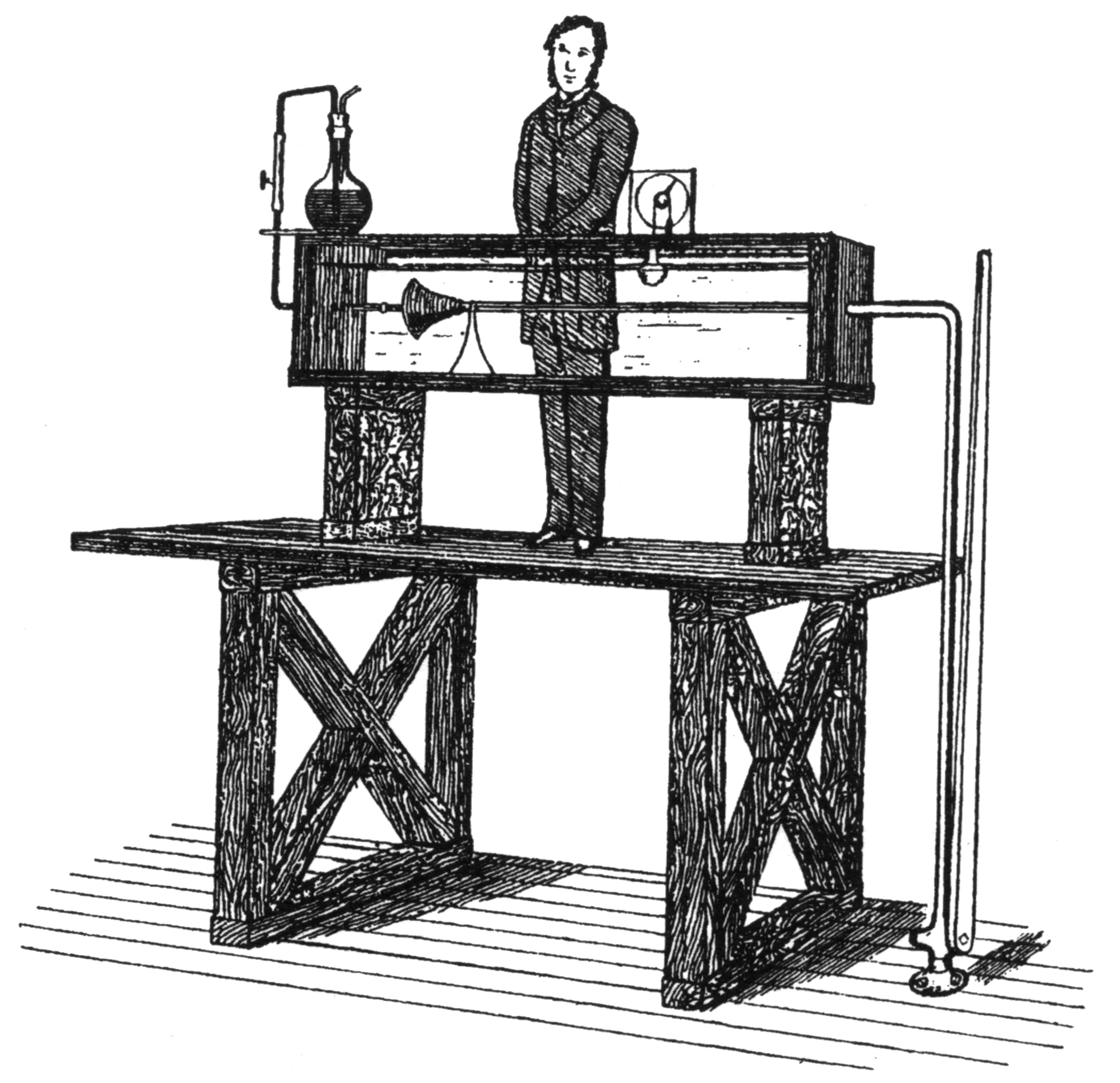
Эксперимент Рейнольдса 1883 года по динамике жидкости в трубах
Наблюдения Рейнольдса в 1883 году за характером потока в его экспериментах

## Прогнозирование перехода к турбулентности
Причинами происхождения перехода занимается теория динамического хаоса, являющаяся одним из разделов синергетики (наука об самоорганизации).
На данный момент универсального критерия для прогнозирования турбулентного перехода не существует. Каждая ситуация является частным случаем, для которого опыт позволяет установить корреляцию. В большинстве случаев используется число Рейнольдса, основанное на характерной длине пограничного слоя или шероховатости. Когда число Рейнольдса {\displaystyle R_{e}=UL/v} превышает определённое критическое значение (разное для разных течений), упорядоченное и устойчивое движение газов и жидкостей (ламинарное движение) дестабилизируется и становится турбулентным. Критическое значение числа не велико, так как большинство реальных течений в природе и технике — турбулентные.
Дисперсия наблюдаемого отклонения от экспериментального значения может быть обусловлена как неправильным моделированием, так и естественной дисперсией явления, которая может быть очень большой.
Только один метод может претендовать на универсальность: метод eN, основанный на расчете скорости усиления линейной нестабильности. Этот метод громоздок в реализации и в любом случае требует использования поправочного коэффициента.

## Этапы перехода пограничного слоя

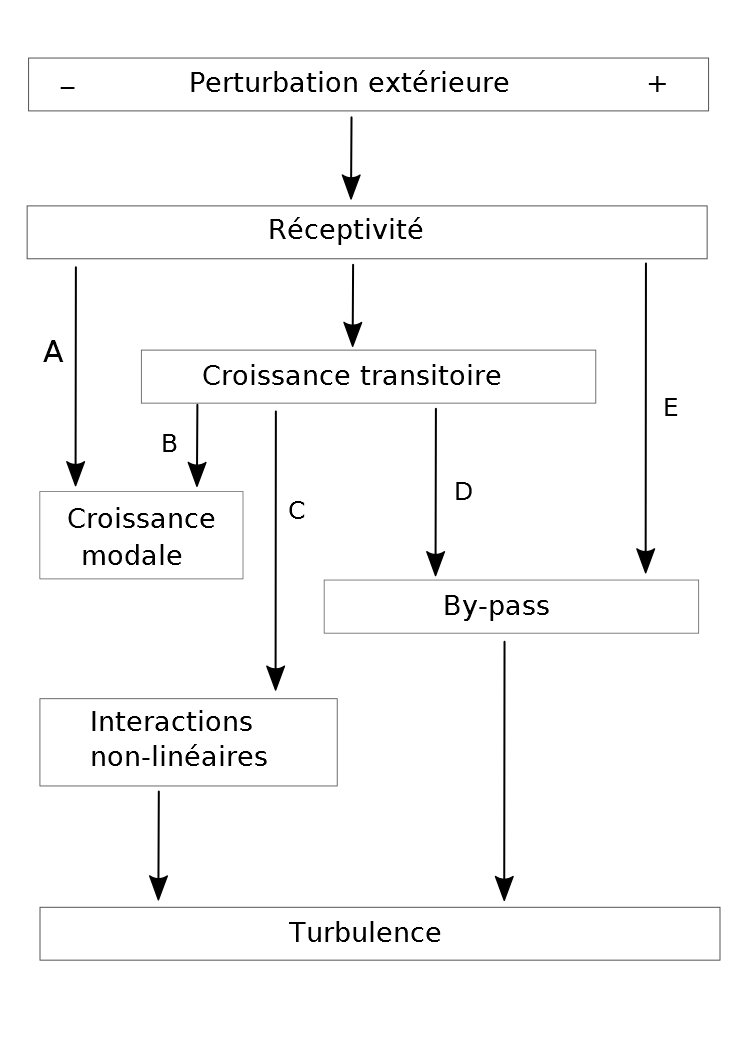
Этапы ламинарно-турбулентного перехода

Переход от ламинарного течения к турбулентному является результатом последовательности многих явлений, которые характеризуются различными параметрами, такими как число Рейнольдса, градиент давления в потоке, а также характер оказываемого на поток возмущения. В целом можно сформулировать ряд этапов и факторов, которые сопровождают переход течения к турбулентному. На первом этапе важным является восприимчивость пограничного слоя потока, которая выражается в его способности реагировать на внешнее возбуждение со стороны окружающей среды (в том числе звуковые волны, вибрации стенок и др.), что приводит к постепенному или резкому изменению характера течения в ламинарной части потока. После того, как внешние возмущения в пограничном слое начинают носить постоянный характер, можно выделить два основные сценария в развитии турбулентности в зависимости от величины амплитуды внешних возмущений:
- Если амплитуда внешних возмущений невелика, наблюдается появление более или менее регулярных колебаний, которые начинают развиваться по направлению потока. Эти волны являются собственными модами ламинарного пограничного слоя, и первая стадия их развития может быть описана линейной теорией. Они усиливаются до момента наступления перехода, когда ламинарное течение нарушается. Такой процесс называется естественным ламинарно-турбулентным переходом.
- Если амплитуда внешних возмущений велика (большие значения числа Рейнольдса, большая шероховатость стенок) переход происходит быстро и описывается как нелинейное гидродинамическое явление. Этот механизм называется обходным или "байпасным" (bypassed), подразумевая, что стадии линейного процесса ламинарно-турбулентного перехода в этом случае не реализуются, а переход носит принципиально иной — нелинейный, обходной — характер.

### Восприимчивость
Начальный этап естественного переходного процесса известен как фаза восприимчивости и состоит в преобразовании возмущений окружающей среды - как акустических (звук), так и вихревых (турбулентность) - в небольшие возмущения в пограничном слое. Механизмы возникновения этих возмущений разнообразны и включают в себя свободный поток звука и/или турбулентность, взаимодействующие с кривизной поверхности, разрывами формы и шероховатостью поверхности. Эти начальные условия представляют собой небольшие, часто неизмеримые возмущения потока в основном состоянии. Отсюда рост (или затухание) этих возмущений зависит от природы возмущения и природы основного состояния. Акустические возмущения, как правило, вызывают двумерные неустойчивости, такие как волны Толлмьена-Шлихтинга (T–S-волны), в то время как вихревые возмущения приводят к росту трёхмерных явлений, таких как неустойчивость поперечного потока.
Многочисленные эксперименты последних десятилетий показали, что протяжённость области усиления и, следовательно, расположение точки перехода на поверхности тела сильно зависит не только от амплитуды и/или спектра внешних возмущений, но и от их физической природы. Некоторые возмущения легко проникают в пограничный слой, а другие - нет. Следовательно, концепция перехода пограничного слоя является сложной и до сих пор не имеет полного теоретического обоснования

### Рост первичного мода
Если начальное, генерируемое окружающей средой возмущение достаточно мало, следующим этапом процесса перехода является рост первичных мод. На этом этапе начальные возмущения растут (или затухают) способом, описываемым теорией линейной устойчивости. Конкретные неустойчивости, которые проявляются в реальности, зависят от геометрии проблемы, природы и амплитуды начальных возмущений. В диапазоне чисел Рейнольдса в данной конфигурации потока наиболее усиленные режимы могут меняться и часто меняются.
Существует несколько основных типов неустойчивости, которые обычно возникают в пограничных слоях. В дозвуковых и ранних сверхзвуковых потоках доминирующими двумерными неустойчивостями являются T–S волны. Для потоков, в которых развивается трёхмерный пограничный слой, например, в случае стреловидного крыла, важное значение приобретает неустойчивость поперечного потока. Для потоков, движущихся по вогнутой кривой поверхности, вихри Гёртлера могут стать доминирующей неустойчивостью. Каждая неустойчивость имеет своё физическое происхождение и свой набор стратегий управления — некоторые из них противопоказаны[уточнить] другим неустойчивостям — что увеличивает сложность управления ламинарно-турбулентным переходом.

### Возбуждение собственных мод
Возбуждение собственных мод, которые, будучи неустойчивыми, приводят к усилению волн до нелинейной фазы и возникновению турбулентных пятен (путь A). Это могут быть волны Толлмина-Шлихтинга в простейшем случае, вихри Гёртлера на вогнутой поверхности или неустойчивости в поперечной составляющей потока (поперечное течение). В этом случае исследование устойчивости может быть проведено для каждой моды отдельно. В несжимаемом потоке это описывается уравнением Орра-Зоммерфельда.

### Переходный рост
Взаимодействие различных собственных мод, даже если они устойчивы, может привести к переходному росту возмущений, если возмущение имеет достаточную амплитуду. Эти возмущения будут затухать или, наоборот, приведут (путь C) к нелинейной фазе, в зависимости от локальных условий. Этот сценарий, основанный на расчётах, не был продемонстрирован экспериментально.

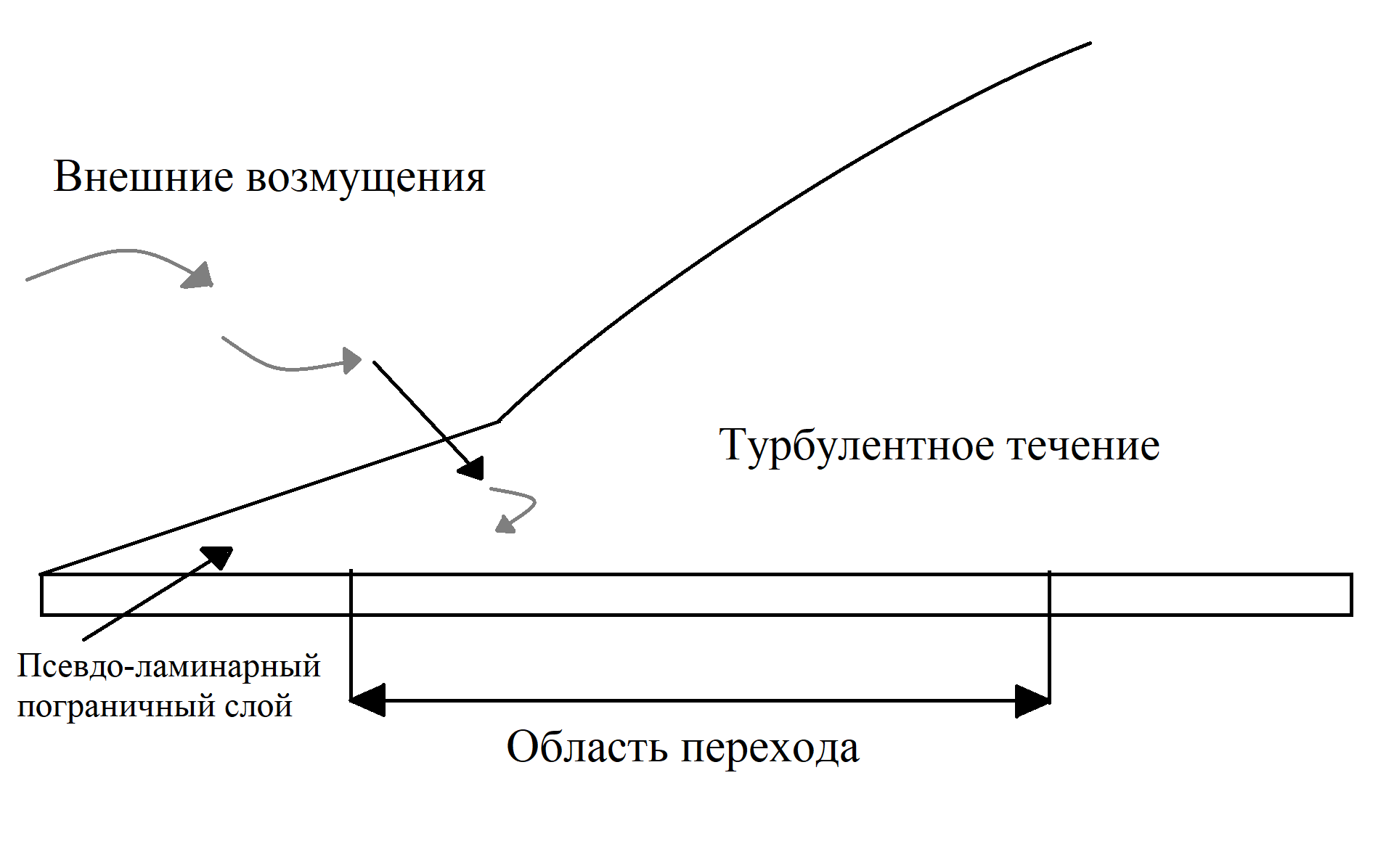
Вынужденный переход происходит при восприимчивости пограничного слоя к внешним возмущениям (т.е. становится неустойчивым)

### Вынужденный переход
Вынужденный переход также нередко называется байпасным переходом (англ. bypass transition), так как при нём нет участка линейной неустойчивости, в котором развиваются волны Толлмина-Шлихтинга.
Переход к турбулентности может наблюдаться при сильных возмущениях, будь то силы, вызванные шероховатостью стенки или внешнее возмущение (путь D), что приводит к появлению продольных полос, известных как мода Клебаноффа (англ. Klebanoff modes). В этом случае фаза нелинейного роста обходится стороной. В случае очень сильных возмущений турбулентность возникает напрямую (путь E).

## Прерывистость
Переход характеризуется появлением турбулентных пятен, которые в конечном итоге покрывают все пространство. Это явление может быть воспроизведено прямым расчетом течения с использованием моделирования крупных турбулентных структур. При этом в каждой точке наблюдается прерывистость всех локальных величин — явление, замеченное ещё Осборном Рейнольдсом.
На практике это явление рассматривается с помощью различных корреляций. Его физическое изучение относится к разделу динамики нелинейных систем.

## Реламинаризация
Возврат к ламинарному течению может произойти в различных ситуациях: сильное ускорение потока, значительная диссипация или работа внешних сил. Это было использовано в аэронавтике в попытках управлять потоком.

## Некоторые практические случаи перехода

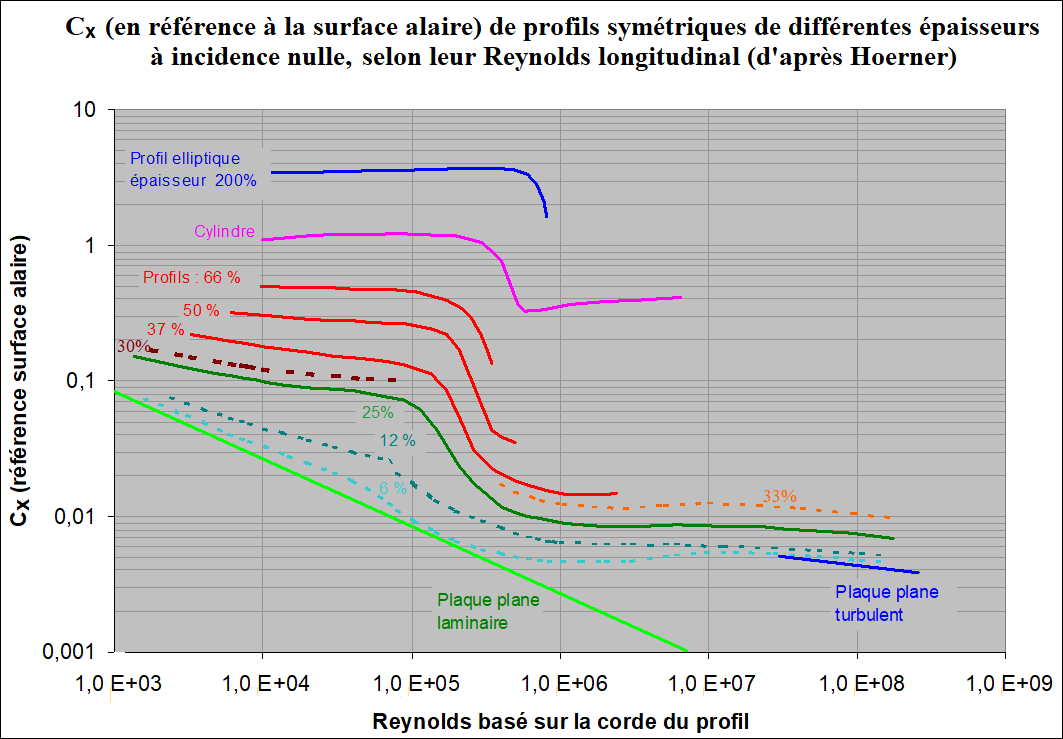
C_{X} симметричные аэродинамические профили при нулевом падении в соответствии с их числом Рейнольдса и толщиной

Пограничный слой, образующийся на двумерных и трёхмерных телах, помещённых в поток, при определённом числе Рейнольдса претерпевает ламинарно-турбулентный переход. Переход этого пограничного слоя сильно изменяет течение над телами, поскольку ламинарный пограничный слой гораздо менее устойчив к отслоению (или отрывам) пограничного слоя, чем турбулентный пограничный слой. Типичным примером такого влияния состояния пограничного слоя (ламинарного или турбулентного) является кризис сопротивления сферы: при очень малом увеличении числа Рейнольдса коэффициент сопротивления сферы может быть разделен на 5. Сам бесконечный цилиндр, будучи представленным поперёк потока, также испытывает кризис сопротивления (также связанный с изменением состояния пограничного слоя).
Кризисы сопротивления сферы и цилиндра являются архетипами кризисов сопротивления трёхмерных и двумерных тел. Все достаточно профилированные тела испытывают кризис сопротивления (связанный с переходом их пограничного слоя). На графике напротив показан кризис сопротивления симметричных профилей различной толщины в зависимости от продольного числа Рейнольдса их обтекания (при нулевом падении; на этом графике показан кризис сопротивления цилиндра).

## Простой гармонический звук пограничного слоя в физике перехода к турбулентности
Простой гармонический звук как фактор, вызывающий внезапный переход от ламинарного к турбулентному потоку, можно приписать Элизабет Барретт Браунинг. Её стихотворение Аврора Лей (1856) рассказывало о том, как музыкальные ноты (звон определённого церковного колокола) вызывали колебания турбулентности в ранее устойчивом ламинарном потоке пламени уличных газовых фонарей ("...газовые фонари дрожат на улицах и площадях": Хейр 2016). Её мгновенно получившее признание стихотворение, возможно, предупредило учёных (например, Леконт 1859) о влиянии простого гармонического (SH) звука как причины турбулентности. Современный всплеск научного интереса к этому эффекту завершился тем, что сэр Джон Тиндаль (1867) пришёл к выводу, что специфические SH-звуки, направленные перпендикулярно потоку, имеют волны, которые смешиваются с аналогичными SH-волнами, создаваемыми трением вдоль границ труб, усиливая их и вызывая явление турбулентного потока с высоким сопротивлением. Его интерпретация вновь всплыла более 100 лет спустя (Гамильтон 2015).
Уолтер Толлмиен в 1931 г. и Герман Шлихтинг в 1929 г. предположили, что вязкое трение вдоль гладкой плоской границы создаёт колебания пограничного слоя, которые постепенно увеличиваются по амплитуде до возникновения турбулентности. Хотя современные аэродинамические трубы не подтвердили эту теорию, Шубауэр и Скрамстад в 1943 г. создали усовершенствованную аэродинамическую трубу, в которой гасились вибрации и звуки, которые могли бы повлиять на исследования течения на плоской пластине в аэродинамической трубе. Они подтвердили развитие колебаний SH-волн с длинным гребнем BL, динамических сдвиговых волн перехода к турбулентности. Они показали, что специфические колебания SH-флаттера, индуцированные электромагнитным способом в ферромагнитной ленте BL, могут усиливать аналогичные индуцированные потоком волны SH-флаттера BL (BLF), вызывая турбулентность при гораздо меньших скоростях потока. Более того, некоторые другие специфические частоты препятствовали развитию волн SH BLF, сохраняя ламинарное течение до более высоких скоростей потока.
Колебание массы в жидкости - это вибрация, которая создаёт звуковую волну. SH BLF колебания в жидкости пограничного слоя вдоль плоской пластины должны создавать SH звук, который отражается от границы перпендикулярно ламинациям жидкости. В позднем переходном периоде Шубауэр и Скрамстад обнаружили очаги усиления BL-колебаний, связанные со всплесками шума ("турбулентные пятна"). Очаговое усиление поперечного звука в позднем переходе было связано с образованием вихрей BL.
Фокальный усиленный шум турбулентных пятен вдоль плоской пластины с высокоэнергетическими колебаниями молекул перпендикулярно через ламины, может внезапно вызвать локализованное замораживание ламинарного скольжения. Внезапное торможение "замороженных" пятен жидкости передало бы сопротивление высокому сопротивлению на границе и могло бы объяснить вихри BL, возникающие при позднем переходе. Осборн Рейнольдс описал подобные турбулентные пятна во время перехода в потоке воды в цилиндрах ("вспышки турбулентности", 1883 г.).
Когда при возникновении турбулентности возникает множество случайных вихрей, обобщённое замораживание ламинарного скольжения (ламинарное сцепление) связано с шумом и резким увеличением сопротивления потоку. Это также может объяснить параболический профиль изоскорости ламинарного потока, резко меняющийся на более плоский профиль турбулентного потока - поскольку ламинарное скольжение сменяется ламинарным сцеплением при возникновении турбулентности (Гамильтон 2015).

## Вторичные неустойчивости
Сами первичные режимы на самом деле не приводят непосредственно к разрушению, но вместо этого приводят к образованию вторичных механизмов неустойчивости. По мере роста первичных мод и искажения среднего потока они начинают проявлять нелинейность, и линейная теория больше не применима. Дело осложняется растущим искажением среднего потока, что может привести к появлению точек перегиба в профиле скорости - ситуация, которая, как показал лорд Рэлей, указывает на абсолютную неустойчивость пограничного слоя. Эти вторичные неустойчивости быстро приводят к срыву. Частота этих вторичных неустойчивостей зачастую намного выше, чем у их линейных предшественников.